# Cycloseris boschmai
Cycloseris boschmai is een rifkoralensoort uit de familie van de Fungiidae. De wetenschappelijke naam van de soort is voor het eerst geldig gepubliceerd in 2014 door Hoeksema.